# GONG SHOW
『GONG SHOW』（ゴング・ショウ）は、カーネーションの2枚目のアルバム。

1988年8月25日に徳間ジャパンから発売。アナログ盤とCDの同時リリースで、CDのみ「地球はまわる」「夜の煙突」が収録された。

1995年10月10日、1997年7月10日、2004年9月10日に再発売。

2013年4月17日にP-VINEから「EARLY YEARS BOX」の中の一枚として再発売。

この時期から特有の音楽性を「サラリーマン・ロック」と称されることもあった。

ギターの坂東次郎が参加した最後のアルバム。

ジャケットは地球をモチーフにしている。

## 収録曲
1. Gong Show
曲のモチーフはアメリカのTV番組『ザ・ゴングショー』。
2. ハレルヤ・カレルヤ
3. ホリデイ
4. ジェニー・ジェット
ボーカルは棚谷祐一。
5. 3丁目の夏
6. ウォーク・オン
7. ドライブ・イン
ボーカルは馬田裕次。
8. 愛しのリボンちゃん
9. リッチ・マン
10. サーフィン人生
デュオボーカルは濱田理恵。

（以下は2013年再発分のボーナス・トラック）
1. 地球はまわる
2. 夜の煙突
3. サーフィン人生（Home Demo）
4. ウォーク・オン（Home Demo）
5. 愛しのリボンちゃん（「GONG SHOW」発売記念ライブ　新宿パワーステーション　1988年10月11日）